# 납작꼬리집도마뱀붙이
납작꼬리집도마뱀붙이(flat-tailed house gecko, frilled house gecko, Asian house gecko)는 동남아시아, 남아시아에 서식하는 도마뱀붙이류의 일종이다.

## 묘사

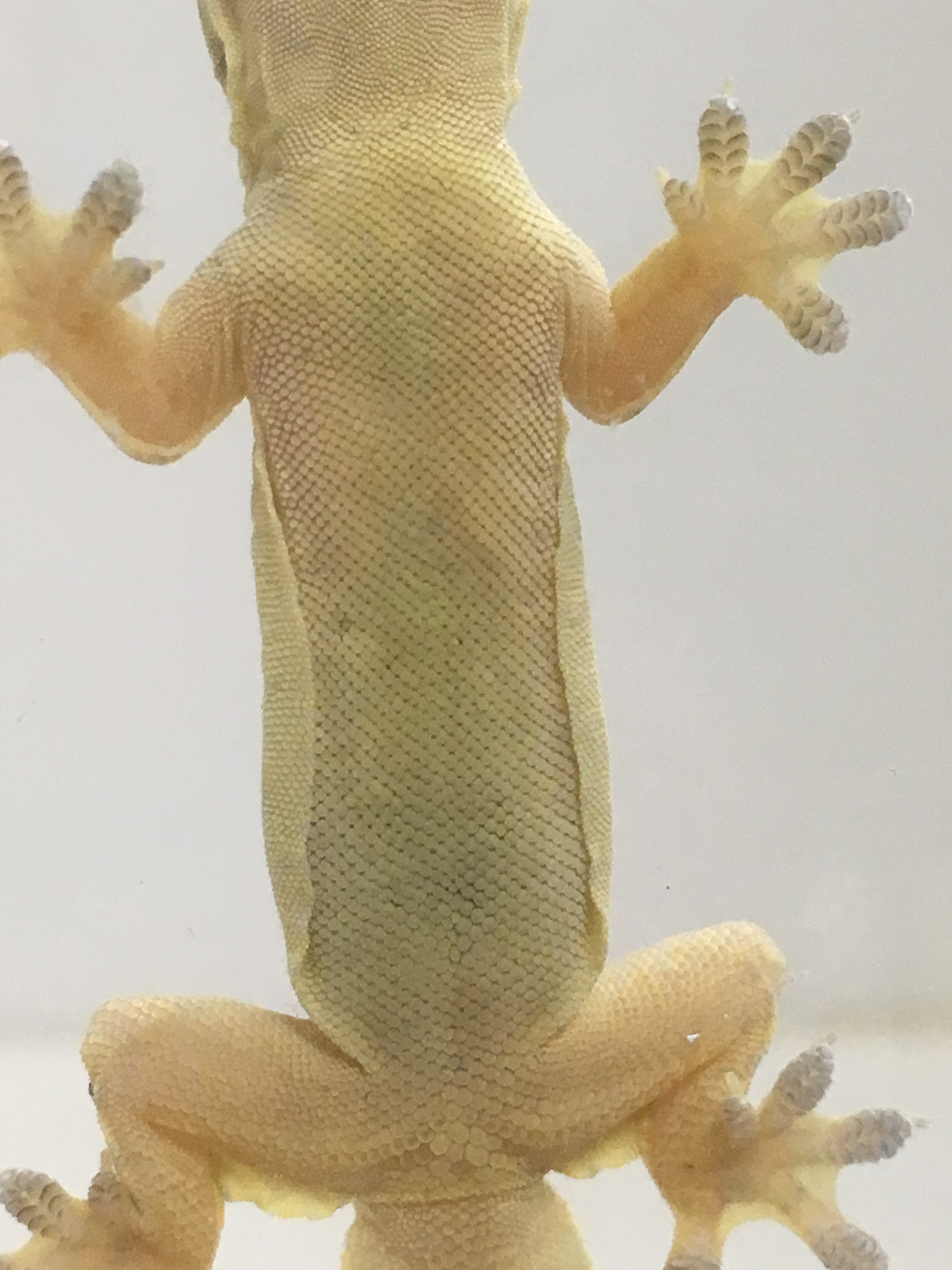
물갈퀴 모양의 발가락을 보여주는 도마뱀붙이의 밑부분

주둥이는 눈과 귓구멍 사이의 간격보다 길고, 단면은 양 옆이 위아래보다 두 배 긴 타원형을 띈다. 귓구멍은 작고, 타원형이고, 비스듬하다. 주둥이비늘(en:Rostral scale)은 사각형이고, 너비가 높이의 두 배 이하이며, 비늘의 가운데는 위로 갈라져있다; 콧구멍은 주둥이비늘, 첫 번째 입술비늘(en:Labial scale), 콧비늘(en:Nasal scale) 세 개에 둘러싸여있다. 윗입술의 입술비늘은 9 - 11 개, 아랫입술의 입술비늘은 7 - 8 개다; 턱은 크고, 삼각형이거나 오각형이다; 두 쌍의 턱큰비늘(en:chinshield)이 나있고, 앞쌍은 크고 서로 붙어있으며, 뒷쌍은 작고 서로 떨어져있을 수도 있다. 몸은 축 처져있고, 윗부분은 작은 요철같은 비늘이 균일하게 덮고 있으며, 주둥이 부분에서 제일 크다; 겨드랑이에서 사타구니까지, 뒷다리의 뒷부분에 피부가 막 형태로 늘어나있다. 배의 비늘은 둥글둥글하고 서로 겹쳐져있다. 수컷은 34 - 36개의 대퇴공(en:femoral pore)이 기복 없이 나있다. 꼬리는 축 쳐졌고, 아래쪽은 납작하며, 옆날은 뾰족뾰족하고, 윗부분은 요철같은(granular) 비늘로 덮여있고, 밑부분 가운데는 양옆으로 길쭉한, 납작한 비늘로 덮여있다. 사지는 평범하고 축 쳐져있다; 발가락은 넓적하고, 반쯤 물갈퀴처럼 되어있으며, 안쪽 발가락은 잘 발달되어있다; 안쪽 발가락에는 3 - 6 개, 가운대 발가락에는 7 - 9 개의 박판이 있다. 윗부분은 회색이고, 짙은 회색이 대리석 무늬를 이루다; 일반적으로 눈가에서 어깨까지 어두운 줄무늬가 나있고 배쪽은 상아색이다. 머리&몸의 길이는 61mm, 꼬리의 길이는 66mm다.

## 분포
방글라데시, 인도(다즐링, 시킴), 니코바르제도, 네팔, 부탄, 중국(광둥, 티베트), 스리랑카, 태국, 말레이시아(티오만섬), 미얀마, 베트남, 뉴기니(?), 필리핀(팔라완섬, 칼라미안군도, 파나이섬, 루손섬), 인도네시아(수마트라섬, 자바섬, 술라웨시섬, 롬복섬, 숨바와섬, 플로레스섬)에 분포한다.

## 사육
이 도마뱀붙이들은 체인점 등의 애완동물 거래 시장에서 곧잘 볼 수 있으며, 보통 그냥 "집도마뱀붙이(house gecko)"로 불린다. 같은 이름을 가진 다른 종도 애완동물로서 취급되고 있지만, 납작꼬릳마뱀붙이는 옆구리의 펄럭이는 피부를 확인하면 쉽게 구별할 수 있고, 이 때문에 날도마뱀붙이를 작게 만든 것처럼 보인다. 분무와 먹이주기를 자주 하면 테라리움에서 쉽게 키울 수 있지만, 손으로 달기는 쉽지 않다. 또한, herpetoculturist들은 이 종을 몇몇 종의 뱀, 특히 아시아초록덩굴뱀(en:Ahaetulla prasina)에게 생먹이(en:Live food) 도마뱀으로서 아놀(en:anole)과 함께 급여한다.

## 참고 문헌
- Anderson, J. 1871 A list of the reptilian accession to the Indian Museum, Calcutta, from 1865 to 1870, with a description of some new species. J. Asiat. Soc. Bengal, Calcutta, 40, part 11(1): 12-39.
- Annandale, N. 1907 Reports on a collection of batrachia, reptiles and f ish from Nepal and the western Himalayas. Lacertilia. Records of the Indian Museum, 1:151-155
- Kober, I. 2004 Der Saumschwanz-Hausgecko (Cosymbotus platyurus): Haltung und Nachzucht im Terrarium und im Freilauf. Draco 5 (18): 68-75
- Krysko, K.L. And Keidra J. Daniels 2005 A Key to the Geckos (Sauria: Gekkonidae) of Florida. Caribbean Journal of Science 41 (1): 28-36
- Myers, George Sprague 1943 The Lizard Names Platyurus and Cosymbotus. Copeia 1943 (3):192
- Schneider,J.G. 1797 Amphibiorum Physiologiae Specimen Alterum Historiam et Species Generis Stellionum seu Geckonum Sistens. Frankfurt (Oder), C. L. F. Aitzi (2): 30